# Дуги марш
Дуги марш је назив за стратешко повлачење које је извршила кинеска Црвена армија, како би избегла офанзиву надирућих војних снага Куоминтанга. Ово је заправо уопштени назив за више маршева које је извршило неколико комунистичких герилских армија на југу током повлачења на север и запад Кине. Најпознатији од тих маршева био је онај из провинције Ђангси, започет у октобру 1934. године. Тамо је Прва фронтална армија Кинеске Совјетске Републике била под тешким ударом снажније војске Чанг Кај Шека. Како би избегла потпуно уништење, армија је под командом Мао Цедунга и Џоу Енлај извршила велико полукружно повлачење према северу Кине у укупној дужини од 12.500 km и у трајању преко 370 дана. Маршрута је ишла преко неких од најнепроходнијих региона западне Кине, да би после тога ишла северно све до провинције Шанси, а дуж њега су пробијене четвороструке блокаде Чанг Кај Шековог Куоминтанга.
Дуги марш је у кинеској историји остао упамћен као један легендарних подвига кинеских комунистичких герилаца. У маршу је учествовало 130.000 бораца, од којих је преживело само 10% њих. Преживели су сматрани херојима, те је велик део њих чинио владајућу гарнитуру након 1949. године. Остатак је страдао од исцрпљености, болести, те сталних сукоба с локалним војсковођама. Маово вођење армије током Дугог марша осигурало му је велику популарност унутар Комунистичке партије Кине.

## Временска линија

### 1920-1934
- 23. јул 1921: основана Комунистичка партија Кине.
- 1928: Основана је Црвена армија КПК, концентрисана у Ђијансију и Фуђијану.
- 7. новембар 1931: Совјет Ђангси су основали Мао Цедунг и Џу Де у главном граду Чуићину, као први члан Кинеске Совјетске Републике.
- Децембар 1931: Џоу Енлај стиже у Чуићин, замењујући Маоа на месту политичког комесара Црвене армије.
- Октобар 1932: На Нингду конференцији, већина вођа Црвене армије критикује Маову тактику. Мао је деградиран на статус фигуре.
- 1933: Бо Гу и Ото Браун долазе из СССР-а, реорганизују Црвену армију и преузимају контролу над партијским пословима. Четири узастопне кампање окруживања од стране националиста су поражене.
- 25. септембар 1933: Пета кампања окруживања почиње, Бо и Браун су на крају поражени у октобру 1934.
- 10. октобар 1934: Прва Црвена армија, која се састоји од 130.000 војника и цивила предвођених Боом и Брауном, почиње Дуги марш, полазећи из Јудуа у Ђангсију.
- 25. децембар–3. новембар 1934: Прва армија се бори против националиста у бици код реке Сјанг.

### 1935.
- 15–17. јануар: руководство Боа и Брауна је осуђено на Цуенји конференцији. Џоу постаје најмоћнија личност у Партији, а Мао постаје Џоуов помоћник.
- Март: Четврта Црвена армија под Џанг Гуотаоа полази из своје базе на граници Сечуан–Шанси.
- 29. април–8. мај: Прва армија прелази реку Ђинша, горњи део Јангцеа.
- 22. мај: Црвена армија формира савез с народом Ји.
- 29. мај: Прва армија заузима мост Лудинг.
- Јун–јул: Прва и Четврта армија се састају код Маогонга. Мао и Џанг се не слажу око стратегије и снаге се на крају раздвајају.
- Јул: Прва армија прелази планину Јулунсјуешан.
- Август: Прва армија прелази мочвару Цојге.
- 16. септембар: Прва армија прелази превој Лацикоу.
- 19. октобар: Прва армија стиже у Јанан, завршавајући њихов Дуги марш.
- Новембар: Мао је именован за председника Војне комисије.
- 19. новембар: Друга Црвена армија под командом Хе Лонга почиње своје повлачење у Јанан, марширајући западно од Хубеја.[2] Истог дана, Четврта Црвена армија је поражена од националистичких снага на пролазу Баиџанг у Сечуану.

### 1936.
- 9. октобар: Четврта Црвена армија се састаје са Првом у Хуинингу, Гансу.
- 22. октобар: Друга Црвена армија се сусреће са елементима Прве у Ђангтајбаоу, Гансу. Овим се завршава Дуги марш за све снаге.

## Позадина

### Црвена армија 1934.
Прва Црвена армија под командом Бо Гуа и Ота Брауна формирана је из 1., 3. и 5. армијског корпуса у јужном Ђангсију. Када је неколико јединица формирало Четврту Црвену армију под Џанг Гуотаом у граничном подручју Сечуан-Шанси, још није постојао стандардни систем именовања, што је делимично допринело ограниченој централној контроли КПК над одвојеним енклавама под контролом комуниста. Након што су ове прве две снаге организоване, Друга Црвена армија је формирана у источном Гуиџоуу уједињењем 2. армијског корпуса под Сјао Кеом са 6. армијским корпусом под Хе Лонгом. Трећу Црвену армију је накратко водио Хе у области која се простире на граници Хунан-Хубеј, али њен пораз 1932. довео је до њеног спајања са 6. армијским корпусом у октобру 1934. године. Ове три армије ће задржати своје историјске ознаке до формирања Другог уједињеног фронта са националном револуционарном армијом током Другог кинеско-јапанског рата, који је номинално интегрисао комунистичке снаге у НРА, формирајући Армију Осме руте и Нову Четврту армију.

### Грађански рат
Комунистичку партију Кине је 1921. основао Чен Дусју уз совјетску подршку. КПК је у почетку сарађивала са националистичким Куоминтангом, који је основао револуционарни републиканац Сун Јат-сен. Међутим, након неочекиване Сунове смрти у марту 1925. године, борба за моћ унутар КМТ-а довела је до промене ауторитета партије на Чанг Кај Шека, чије су снаге Северне експедиције успеле да преузму контролу над великим деловима Кине од локалних господара рата и успоставе уједињене владе у Нанкингу у априлу 1927. године. За разлику од других националистичких вођа, попут Ванг Јингвеја, Чанг се противио идеји о наставку сарадње са КПК. Почетни период сарадње на уједињењу Кине и окончању неравноправних уговора распао се у априлу 1927. када је Чанг Кај Шек кренуо против комуниста. Неуспешне урбане побуне (у Нанчангу, Вухану и Гуангџоуу) и потискивање КПК у Шангају и другим градовима одвеле су многе присталице странке у рурална упоришта као што је Совјет Ђангси, који је организовао Мао Цедунг. До 1928. године, дезертери и дезертерске јединице Куоминтанга, допуњене сељацима из комунистичких сеоских совјета, формирале су Кинеску радничко-сељачку Црвену армију. Идеолошка конфронтација између КПК и КМТ убрзо је еволуирала у прву фазу кинеског грађанског рата.

### Совјет Ђангси
Након успостављања Совјета Ђангси, Маов статус унутар Партије је опао. Године 1930, Мао је тврдио да је потребно елиминисати наводне КМТ шпијуне и антибољшевике који су деловали унутар Совјета и започео идеолошку кампању која је укључивала мучења, како би елиминисао своје непријатеље. Кампања се наставила до краја 1931. године, током које је убијено око 70.000 људи чиме се бројност Црвене армије смаљила са 40.000 на мање од 10.000 бораца. Де факто вођа партије у то време, Џоу Енлај, првобитно је подржавао Маове чистке као неопходне за елиминисање КМТ шпијуна. Након што је Џоу стигао у Ђангси у децембру 1931, критиковао је Маове кампање због тога што су биле усмерене више против антимаоиста него легитимних претњи Партији, за општу бесмисленост кампање и за широко распрострањену употребу тортуре за извлачење признања. Током 1932. године, након Џоуових напора да оконча Маове идеолошке прогоне, кампање су се постепено стишале.
У децембру 1931. Џоу је заменио Мао Цедунга на месту секретара Армије Првог фронта и политичког комесара Црвене армије. Љу Боченг, Лин Бјао и Пенг Дехуај критиковали су Маову тактику на Нингду конференцији у августу 1932. године. Највиши лидери који су подржавали Маоа 1932. били су Џоу Енлај, који је постао разочаран стратешким вођством других виших лидера у Партији, и Маов стари друг, Џу Де. Џоуова подршка није била довољна, и Мао је деградиран у фигуру у совјетској влади, све док касније, током Дугог марша, није повратио своју позицију.

### Чангове кампање окруживања
Почетком 1933. Бо Гу је стигао у Ђианси са Коминтерниним саветником Отом Брауном и преузео контролу над партијским пословима. Џоу је у то време, очигледно уз снажну подршку партијских и војних колега, реорганизовао и стандардизовао Црвену армију. Под Џоуом, Боом и Брауном, Црвена армија је победила четири напада националистичких трупа Чанг Кај Шека.
Чангову пету кампању било је много теже обуздати. Септембра 1933. Национална револуционарна армија под вођством Чанг Кај Шека је на крају потпуно опколила Ђангси, уз савете и тактичку помоћ његовог немачког саветника Ханса фон Секта. Чангове снаге су успоставиле утврђени периметар, а Ђангси је био опкољен у покушају да Чанг уништи комунистичке снаге заробљене унутра. У јулу 1934, вође Партије, којом је доминирало „Двадесет осам бољшевика“, милитантне групе коју су у Москви формирали Ванг Минг и Бо Гу, истерали су Маоа из Политбироа КПК у Чуићинуи накратко га ставили у кућни притвор. Маоа је заменио Џоу Енлај као вођа војне комисије.
У августу 1934. године, када је Црвена армија исцрпљена због дуготрајног сукоба, шпијун Мо Сјонг, кога је Џоу Енлај поставио у штаб КМТ војске у Нанчангу, донео је вести да Чанг Кај Шек припрема велику офанзиву против комуниста. Комунистичко руководство одлучило је на стратешко повлачење како би се прегруписало са другим комунистичким јединицама и избегло уништење. Првобитни план је био да се повеже са Другом Црвеном армијом којом је командовао Хе Лонг, за коју се сматрало да се налази у Хубеју на западу и северу. Комуникација између подељених група Црвене армије била је поремећена походом Куоминтанга. Током планирања евакуације Ђангсија, Прва Црвена армија није била свесна да се ове друге комунистичке снаге такође повлаче на запад.

## Дуги марш

### Пробој из Ђангсија
Пошто подручје централне базе није могло бити одржано, Стални комитет је именовао Боа (одговорног за политику), Брауна (одговорног за војну стратегију) и Џоуа (одговорног за спровођење војног планирања) да организују евакуацију. Пошто је непријатељ био близу, Џоу, задужен за логистику, своје планове је правио у потпуној тајности. Није обелодањено ко и када треба да оде: чак су и виши лидери тек у последњим тренуцима били обавештени о кретању војске. Није познато који су критеријуми коришћени да би се одредило ко ће остати, а ко отићи, али је остављено 16.000 војника и неки од најистакнутијих команданата комуниста у то време (укључујући Сјанг Јинг, Чен Ји, Тан Џенлина и Ћу Ћубаја). да формирају позадину, да одврате главне снаге националистичких трупа од уочавања и спречавања општег повлачења.
Прве покрете за заштиту од повлачења предузеле су снаге које је предводио Фанг Џимин, пробијајући КМТ линије у јуну 1934. Иако су Фанг Џиминове трупе убрзо уништене, ови покрети су изненадили Куоминтанг, који је у то време био бројчано надмоћнији од комуниста. не очекујући напад на њихов утврђени периметар.
Рани покрети трупа су заправо били диверзија да би се омогућило повлачење важнијих вођа из Ђангсија. Дана 16. октобра 1934. године, снаге од око 130.000 војника и цивила под Бо Гуом и Отом Брауном напале су линију положаја Куоминтанга код Јудуа. Више од 86.000 војника, 11.000 административног особља и хиљаде цивилних носача је заправо завршило пробој; преостали, углавном рањени или болесни војници, наставили су да се боре у одлагању акције након што су главне снаге отишле, а затим су се разишли по селима. Неколико истакнутих чланова кинеског Совјета који су остали заробљени су и погубљени од стране Куоминтанга након пада Руиђина у новембру 1934, укључујући Ку Киубаја и најмлађег брата Мао Цедунга, Мао Цетана.
Повлачење је почело почетком октобра 1934. године. Џоуови обавештајни агенти су успели да идентификују велики део Чангових линија  које су имале трупе под вођством генерала Чена Џитанга, војсковође Гуангдонга за кога је Џоу идентификовао да ће вероватно више волети да сачува снагу својих трупа него борећи се. Џоу је послао Пан Ханијана да преговара о безбедном пролазу са генералом Ченом, који је касније дозволио Црвеној армији да прође кроз територију коју је он контролисао без борбе. Црвена армија је успешно прешла реку Синфенг и марширала кроз провинцију Гуангдонг у Хунан пре него што је наишла на последње Чангово утврђење на реци Хсијанг.
Након што је прошла кроз три од четири блока утврђења која су била потребна да побегне из Чанговог окружења, Црвену армију су коначно пресреле регуларне националистичке трупе и претрпела је велике губитке. Од 86.000 комуниста који су покушали да се пробију из Ђансија са Првом Црвеном армијом, само 36.000 их је успешно побегло. Због ниског морала унутар Црвене армије у то време, није могуће знати колики је део ових губитака услед војних жртава, а који због дезертерства. Услови присилног повлачења Црвене армије деморалисали су неке комунистичке вође (нарочито Бо Гуа и Ото Брауна), али је Џоу остао миран и задржао команду. Већина комунистичких губитака догодила се током само два дана тешких борби, од 30. новембра до 1. децембра 1934. године.

### Одређивање правца Црвене армије
Након што су умакли из Чанговог окружења, лидерима Партије је било очигледно да Чанг намерава да пресретне оно што је преостало од Црвене армије у Хунану, а правац кретања Црвене армије је морао да се преиспита. План да се састану и придруже Хе Лонговој војсци у Хунану постао је превише ризичан. Мао је предложио Џоу да Црвена армија промени правац ка Гуиџоуу, где је Мао очекивао да ће одбрана непријатеља бити слаба.
Састанак у Тонгдаоу, близу границе Хунана и Гуиџоуа, сазван је да би се разговарало о правцу Црвене армије 12. децембра 1934. Џоу је подржао Маов предлог, охрабрујући друге лидере да одбаце приговоре Боа и Брауна. Још један спор око правца Црвене армије догодио се убрзо након тога, када је Црвена армија стигла до Липинга, у планинама југоисточног Гуиџоуа. Браун је веровао да треба да путују у источни Гуиџоу, али Мао је желео да оде у западни Гуиџоу, где је очекивао да ће КМТ снаге бити лакше и који се граничи са Сечуаном, и да тамо успостави базу. На састанку да би се одредио правац војске, Џоу је стао на Маоову страну, натеравши Брауна да „побесни јер је био одбачен у дебати“. На састанку је одлучено да Црвена армија путује према Цуенји, у западном Гуиџоу.
1. јануара 1935. Црвена армија је стигла до реке Ву. Бо и Браун су поново инсистирали да се Црвена армија врати у западни Хунан како би се придружила другим комунистичким трупама у тој области, али је њихов престиж до тог тренутка знатно опао, а њихов предлог је одбијен. Чак је и Џоу постао нестрпљив и предложио је ново правило које је одмах ступило на снагу: да сви војни планови морају бити поднети Политбироу на одобрење. Покрет је прошао, јасно лишивши Брауна права да води војне послове. 15. јануара Црвена армија је заузела Цуенји, други по величини град у Гуиџоуу. Као што је Мао предвидео, град је био слабо брањен и био је превише удаљен од националистичких снага да би био под непосредном претњом напада. У време када је Црвена армија заузела Цуенји, била је веома исцрпљена и бројала је нешто више од 10.000 људи. Џоу је искористио мир у Цуенјиу да сазове проширени састанак Политбироа, како би испитао узроке поновљених пораза комуниста.

### Цуенји конференција
Цуенји конференција трајала је од 15. до 17. јануара 1935. и резултирала је реорганизацијом партијског политбироа. Џоу је намеравао да конференција извуче поуке из прошлих неуспеха Црвене армије и да развије стратегије за будућност. Велики део дискусије се вртео око тога да ли су порази Црвене армије последица неизбежних околности или неадекватности руководства. Бо Гу, први говорник, приписао је губитке Црвене армије „објективним“ узроцима, посебно огромној бројчаној надмоћи непријатеља и лошој координацији комунистичких снага. Браунов преводилац, Ву Хсјукуан, касније се присетио да Боови аргументи нису импресионирали његову публику и да је Бо изгледао као неко ко покушава да избегне одговорност.
Џоу Енлај је био следећи који је говорио. Џоу је за неуспехе Црвене армије окривио лоше одлуке на нивоу руководства и окривио себе као једног од три најодговорније особе. Џоу ова спремност да прихвати одговорност била је добро прихваћена. Џанг Вентијан је, заснивајући многе своје закључке на недавним разговорима са Маом, директно напао Боа и Брауна, критикујући их због бројних стратешких и тактичких грешака.
Од три лидера који су контролисали Партију пре Цуенји конференције, преживела је само политичка каријера Џоу Енлаја. Џоу је сматран делимично одговорним за пораз Црвене армије, али је задржан на највишем нивоу партијског руководства због његових разлика са Боом и Брауном у Нингдуу, његове успешне тактике у победи у четвртој Чанговој кампањи опкољавања и његове одлучне подршке Маоу. 17] Иако је пропало руководство Бо Гуа и Ота Брауна осуђено, Мао није успео да добије подршку довољног броја партијских лидера да добије потпуну власт на конференцији.
Велика промена у партијском руководству догодила се два месеца касније, у марту 1935. Џанг Вентијан је препустио Маоу место генералног секретара, али је стекао довољно утицаја да буде изабран за једног од три члана Комисије за војна питања. Друга два члана били су Џоу Енлај, који је задржао своју позицију директора комисије, и Ванг Ђијасјанг, чију је подршку Мао раније затражио. У оквиру ове групе, Џоу је био овлашћен да доноси коначне одлуке о војним питањима, док је Мао био Џоуов помоћник. Ванг је био задужен за партијске послове.

### Бег од Чангове потере
Када је војска наставила свој марш ка северу, директан пут до Сечуана блокирале су Чангове снаге. Маове снаге су провеле наредних неколико месеци маневришући како би избегле директну конфронтацију са непријатељским снагама, али су и даље покушавале да се помере на север да би се придружиле Четвртој Црвеној армији Џанга Гуотаа. Док су се Чангове војске приближавале Маоу у северном Гуиџоуу из три правца, Мао је маневрисао из окружења тако што је четири пута прешао реку Чишуи. Затим је Мао предводио Црвену армију, прешавши реку Ву и марширајући према Гуијангу. Глумио је напад на овај град када је Чанг био у посети. Чанг је наредио својој војсци у Кунмингу да крене на исток како би спасио Гујанг, али се Црвена армија одмах окренула ка Кунмингу и ушла у Јунан, где је река Јангце била лагано чувана.
У фебруару 1935. Маова супруга Хо Цучен родила је ћерку. Због тешких услова, дете је остало у локалној породици.
Комунистичке снаге су нападали и Куоминтанг и локални војсковође. Да би избегли фаталну конфронтацију, Џоу и Мао су маневрисали Црвеном армијом на југ и запад, преко Гуиџоуа, Сечуана и Јунана, симулишући нападе на Гуијанг и Кунминг да би прикрили своје кретање. Прва Црвена армија прешла је Јангце (део реке Ђинша) 9. маја 1935. године, коначно избегавши одлучну потеру, али је ипак морала да се носи са опасним планинским превојима на висинама до 4.000 метара, тешким климатским условима, несташицом хране, одећу, опрему и племена локалних етничких група непријатељских према кинеском нападу. Црвена армија је морала да заузме речне прелазе које су бранили војсковође и националистичке трупе. Најпознатији је био мост Лудинг, који се у званичној историји величао као херојски тријумф.

### Сукоб са етничким војсковођама
Господари рата су често одбијали да помогну Куоминтангу против комунистичке Црвене армије, радије спашавајући своје снаге.
300 „Хампа бандита“ је уврштено у војску Куоминтангове војне комисије у Сечуану, где су били део напора централне кинеске владе да продре и дестабилизује локалне војсковође Хана као што је Љу Венхуи. Кинеска влада је настојала да оствари пуну контролу над пограничним областима против ратних вођа. Лиу је одбио да се бори са Црвеном армијом, да би спасио своју војску од уништења. Снаге војне комисије коришћене су у борби против Црвене армије, али су поражене када су комунистичке снаге заробили њиховог верског вођу.
Комунистичке снаге на Дугом маршу сукобиле су се против хамских побуњеника 1934. године у побуни Хамба, који су бежали од снага тибетанске владе.

### Четврта Црвена армија
Током јуна и јула 1935, трупе под Маом ујединиле су се са Четвртом Црвеном армијом, коју је предводио Џанг Гуотао, која се повукла западно од Хенана. Џанг је кренуо другим путем евакуације и стигао је у Лјангхекоу са 84.000 војника у релативно добром стању. Чињеница да је имао контролу над супериорним снагама дала му је моћ да оспори ауторитет Џоуа и Маоа, чија се моћ углавном заснивала на подршци Партије. Џанг је захтевао да један од његових генерала, Чен Чангао, преузме Џоову позицију политичког комесара целе Црвене армије, и предложио је да Џанг сам замени Џу Деа у Војној комисији. Џанг је тврдио да би таква реорганизација створила „равноправнију“ организацију војске. Џоу се 18. јула одрекао положаја политичког комесара, а неколико руководећих положаја преузели су генерали Четврте Црвене армије.
Ове промене нису имале дугорочни значај јер се Џанг и Мао нису слагали са правцем војске. Џанг је инсистирао да иде на југозапад, док је Мао инсистирао на одласку на север, према Шансију. До договора није дошло и две војске су се на крају поделиле, и свака је кренула својим путем.
Четврта Црвена армија Џанга Гуотаа кренула је другачијим путем од Маоове, путујући на југ, затим на запад и на крају на север кроз Кину. На путу су Џангове снаге у великој мери уништиле снаге Чанг Кај Шека и његових кинеских муслиманских савезника, Ма клике. Остаци Џангових снага су се касније поново придружили елементима Друге Црвене армије пре него што су се на крају повезали са Маовим снагама у Шансију.

### Друга Црвена армија
Друга Црвена армија започела је сопствено повлачење западно од Хубеја у новембру 1935. године, предвођена Хе Лонгом, који је командовао Двадесетом армијом КМТ 1923. пре него што се придружио КПК. Године 1932. успоставио је совјет у граничном подручју Хунан-Ђангси, ау августу 1934. је добио команду над Другом Црвеном армијом, успостављајући базу у Хубеју. Претходница Прве Црвене армије, под називом Шести корпус, којом је командовао Сјао Ке, послата је ка Другој Црвеној армији два месеца пре почетка Дугог марша. Сјао Кеове снаге би се повезале са Хе Лонгом и његовом војском, али су изгубиле комуникацију са Првом армијом која је дошла позади. У том тренутку јединица Ли Џена је додељена Хе Лонговој команди, пошто је већ служила у Шестом корпусу.
Друга Црвена армија је 19. новембра 1935. кренула у сопствени Дуги марш. Хе Лонгове снаге одбачене су западније од Прве Црвене армије, све до Лиђанга у провинцији Јунан, затим преко масива планине Јулонгсјуешан и кроз тибетанске висоравни западног Сечуана. Хе Лонг и Сјао Ке били су ожењени сестрама које су такође биле у пратњи војске. Хе Лонгова жена, Јиан Сјанрен, носила је ћерку коју је родила три недеље пре почетка повлачења. Јиан Сјанфо је родила сина у пустим мочварама северног Сечуана. Снаге Друге армије задржале су два европска мисионара, Рудолфа Босхарта и Арнолиса Хејмана, на 16 месеци. Босхарт је касније изнео свој извештај о детаљима свакодневног живота на Дугом маршу у књизи.

### Савез три армије
Маова Прва Црвена армија прошла је неколико мочвара након чега су ју напале снаге муслиманске Хуи Ма клике под генералима Ма Буфангом и Ма Букингом. Коначно, октобра 1935, Маова војска је стигла до провинције Шанси и придружила се тамошњим локалним комунистичким снагама, предвођенима Љуом Џиданом, Гао Гангом и Сју Хајдонгом, који су већ успоставили совјетску базу у северном Шансију. Остаци Џангове Четврте Црвене армије на крају су се поново придружили Маоу у Шансију, али са његовом војском уништеном, Џанг, чак ни као члан оснивач КПК, никада није могао да оспори Маов ауторитет. После експедиције од скоро годину дана, Друга Црвена армија је 22. октобра 1936. стигла до Баоана (Шанси), познатог у Кини као „савез три армије“, и до краја Дугог марша.
Током читавог пута, комунистичка армија је одузимала имовину и оружје локалним војсковођама и велепоседницима, док је регрутовала сељаке и сиротињу. Ипак, само око 8.000 војника под Маовом командом, Армијом Првог фронта, на крају је стигло до коначног одредишта Јанан 1935. године. Од тога, мање од 7.000 је било међу првобитних 100.000 војника који су кренули у марш. Различити фактори су допринели губицима, укључујући умор, глад и хладноћу, болест, дезертерство и војне жртве. Током повлачења, чланство у партији је пало са 300.000 на око 40.000.
У новембру 1935. године, убрзо након што се доселио у северни Шанси, Мао је званично преузео водећу позицију Џоу Енлаја у Црвеној армији. Након велике промене званичних улога, Мао је постао председник Војне комисије, са Џоуом и Денг Сјаопингом као потпредседникима. Након што је Џанг Гутао стигао у Шанкси, Денга је заменио Џанг. Ово је означило Маоа као еминентног лидера Партије, са Џоуом на другом месту иза Маоа. И Мао и Џоу ће задржати своје положаје до своје смрти, 1976. године.

### Последице
Иако плаћен високом ценом, Дуги марш је дао КПК потребну изолацију, омогућавајући њеној војсци да се опорави и обнови на северу. Такође је био изнимно значајан за позитивну репутацију КПК међу сељацима због одлучности и посвећености преживелих учесника Дугог марша. Мао је 1935. написао:
Дуги марш је манифест. Он је свету објавио да је Црвена армија војска хероја, док су империјалисти и њихови верни пси, Чанг Кај Шек и њему слични, импотентни. Она је прогласила њихов потпуни неуспех да нас опколе, прогоне, опструирају и пресретну. Дуги марш је такође пропагандна снага. Она је објавила око 200 милиона људи у једанаест провинција да је пут Црвене армије њихов једини пут ка ослобођењу.
Поред тога, политика коју је Мао наредио да се сви војници придржавају, Осам тачака пажње, налагала је војсци да се према сељацима односи са поштовањем и да правично плаћа, уместо да конфискује било коју робу, упркос очајничкој потреби за храном и залихама. Ова политика је задобила подршку комунистима међу сељацима.
Непријатељства су престала кад су националисти и кинески комунисти формирали номинални савез током Другог кинеско-јапанског рата од 1937. до 1945. године. Током ових година, КПК је истрајала и постепено ојачавала свој утицај. Црвена армија је водила дисциплиновану и организовану герилску кампању против супериорних јапанских снага, омогућавајући јој да стекне искуство. По завршетку Другог светског рата у Кини, обновљена комунистичка Осма армија, касније названа Народноослободилачка армија, вратила се да протера Куоминтанг из континенталне Кине на острво Тајван. Од оснивања Народне Републике Кине 1949. године, Дуги марш је величан као пример снаге и отпорности КПК.
Дуги марш је учврстио Маов статус неоспорног вође КПК, иако је званично постао председник партије тек 1943. године. Други преживели Марша су такође постали истакнути партијски лидери све до 1990-их, укључујући Џу Деа, Лин Бјаоа, Љу Шаоћија, Донг Бивуа, Је Ђењинга, Ли Сјенњена, Јанг Шангкуна, Џоу Енлаја и Денг Сјаопинга.
Са 9 година, Сјанг Сјуан, нећак Хе Лонга, био је најмлађи учесник Дугог марша.
Последњи познати преживели из Дугог марша, Ту Тонгђин, родом из Чангтинга, Фуџијан, умро је у 108. години 3. априла 2023. године.

## Наслеђе
Кинеска породица ракета „Дуги марш”, серија потрошног система за лансирање којим управља Кинеска национална свемирска администрација (ЦНСА), названа је по Дугом маршу.
Кинеска влада је 2006. године продуцирала филм „Мој дуги марш” који се односи на лична искуства измишљеног учесника у Дугом маршу. Филм, објављен у част 71. године од краја марша, био је други од три филма у серијалу филмова Осовина рата, који препричава догађаје који се протежу од битке на реци Сјанг до битке код моста Лудинг.